# Comité olympique somalien

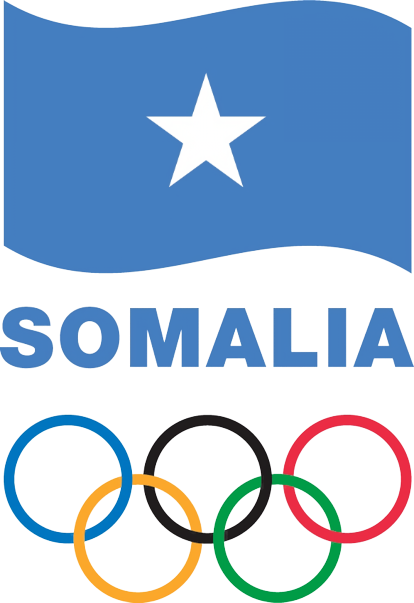
Logo du Comité olympique somalien

Le Comité olympique somalien (somali : Guddiga Olombikada Soomaaliyeed) est le comité national olympique de la Somalie, fondé en 1959. Il fait partie de l'Union des comités nationaux olympiques arabes.

## Histoire
Le comité est fondé le 12 décembre 1959. Il est reconnu par le Comité international olympique en 1972.
La Somalie participe à ses premiers Jeux olympiques en 1972 à Munich.
Mire Aware Jama, ministre de la Jeunesse et des Sports, est président du Comité dans les années 1980.
Aden Hagi Yeberow, président de 2009 à sa mort, est tué dans un attentat-suicide durant une cérémonie d'inauguration du nouveau théâtre national le 4 avril 2012 à Mogadiscio.